# ألكسندر ستيفانوفيتش
ألكسندر ستيفانوفيتش (بالصربية: Александар Стевановић)‏ هو لاعب كرة قدم صربي في مركز ظهير ‏، ولد في 16 فبراير 1992 في إسن في ألمانيا. لعب مع فيردر بريمن وهانزا روستوك.

## وصلات خارجية
- ألكسندر ستيفانوفيتش على موقع قاعدة بيانات كرة القدم.إي يو (الإنجليزية)
- ألكسندر ستيفانوفيتش على موقع قاعدة بيانات كرة القدم.إي يو (الإنجليزية)
- ألكسندر ستيفانوفيتش على موقع قاعدة بيانات كرة القدم.إي يو (الإنجليزية)
- ألكسندر ستيفانوفيتش على موقع بيانات كرة القدم. دي إي (الألمانية)
- ألكسندر ستيفانوفيتش على موقع عالم كرة القدم.نت (الإنجليزية)
- ألكسندر ستيفانوفيتش على موقع AS.com (الإسبانية)